# Sinaloa
Sinaloa, oficial Statul Liber și Suveran Sinaloa (în spaniolă Estado Libre y Soberano de Sinaloa) este unul din cele 31 de state federale ale Mexicului.